# Rettenbach (Landkreis Günzburg)

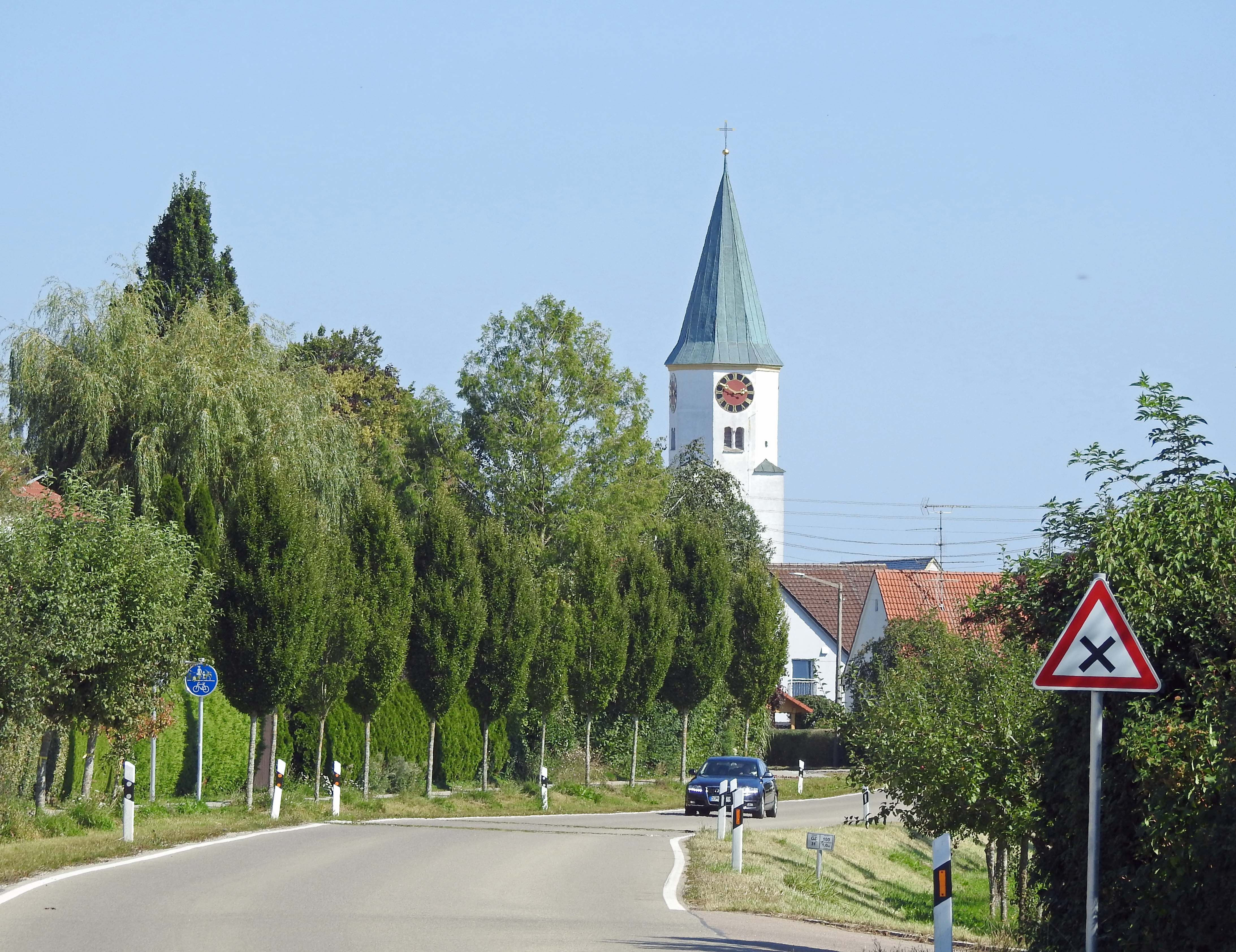
Rettenbach von Westen

Rettenbach ist eine Gemeinde im schwäbischen Landkreis Günzburg in Bayern und ein Mitglied der Verwaltungsgemeinschaft Offingen.

## Geographie
Rettenbach liegt in der Region Donau-Iller, im Norden des Landkreises Günzburg.
Es gibt die Gemarkungen Harthausen, Remshart, Rettenbach.
Es gibt vier Gemeindeteile (in Klammern ist der Siedlungstyp angegeben):
- Harthausen (Dorf)
- Lüßhof (Einöde)
- Remshart (Pfarrdorf)
- Rettenbach (Pfarrdorf)

Rettenbach grenzt an die Gemeinden: Günzburg, Offingen, Dürrlauingen und Burgau. Auf dem Gemeindegebiet mündet die Kammel in die Mindel, bevor diese bei Offingen in die Donau mündet.

## Geschichte

### Bis zur Gemeindegründung
Rettenbach war zu einem Teil Lehen des Hochstifts Augsburg, zum anderen der Markgrafschaft Burgau. Die Herren von Riedheim konnten 1446 das hochstiftische Lehen und 1517 die beiden Anteile des burgauischen Lehens und somit die Ortsherrschaft erwerben. Die Riedheimsche Herrschaft Harthausen kam mit der Rheinbundakte 1806 zum  Königreich Bayern.

### Eingemeindungen
Die zuvor selbständigen Gemeinden Harthausen und Remshart wurden am 1. Juli 1970 nach Rettenbach eingemeindet.

### Einwohnerentwicklung
- 1961: 1155 Einwohner, davon 226 in Harthausen, 202 in Remshart und 727 in Rettenbach
- 1970: 1180 Einwohner, davon 196 in Harthausen, 222 in Remshart und 762 in Rettenbach
- 1987: 1275 Einwohner
- 1991: 1385 Einwohner
- 1995: 1411 Einwohner
- 2000: 1573 Einwohner
- 2005: 1639 Einwohner
- 2010: 1629 Einwohner
- 2015: 1655 Einwohner
- 2020: 1684 Einwohner

Von den im Jahr 2009 von der Gemeinde festgestellten 1708 Einwohnern lebten 355 in Harthausen, 293 in Remshart und 1060 in Rettenbach.
Zwischen 1988 und 2018 wuchs die Gemeinde von 1277 auf 1652 um 375 Einwohner bzw. um 29,4 %.

## Politik
Der Gemeinderat hat zwölf Mitglieder. Bei der Wahl am 15. März 2020 erreichten die drei Wahlvorschläge folgende Ergebnisse:
| Partei / Liste                       | 2020  | 2020 |       | 2014 |
| Partei / Liste                       | Sitze | %    | Sitze |      |
| Bürgerliste Rettenbach (BL)          | 4     | 29,2 | 5     |      |
| Unabhängigen Wähler Rettenbach (UWR) | 4     | 37,3 | 4     |      |
| CSU                                  | 4     | 33,5 |       | 3    |
| Gesamt                               | 12    | 100  |       | 12   |

Erste Bürgermeisterin ist seit 2008 Sandra Dietrich-Kast; diese wurde bei der Wahl am 15. März 2020 ohne Gegenkandidat(in) für weitere sechs Jahre im Amt bestätigt.
Bürgermeisterliste:
- 1976–1978 Johann Wiedenmann
- 1978–2002 Hans-Peter Feil
- 2003–2008 Dagmar Berger[5]

## Baudenkmäler

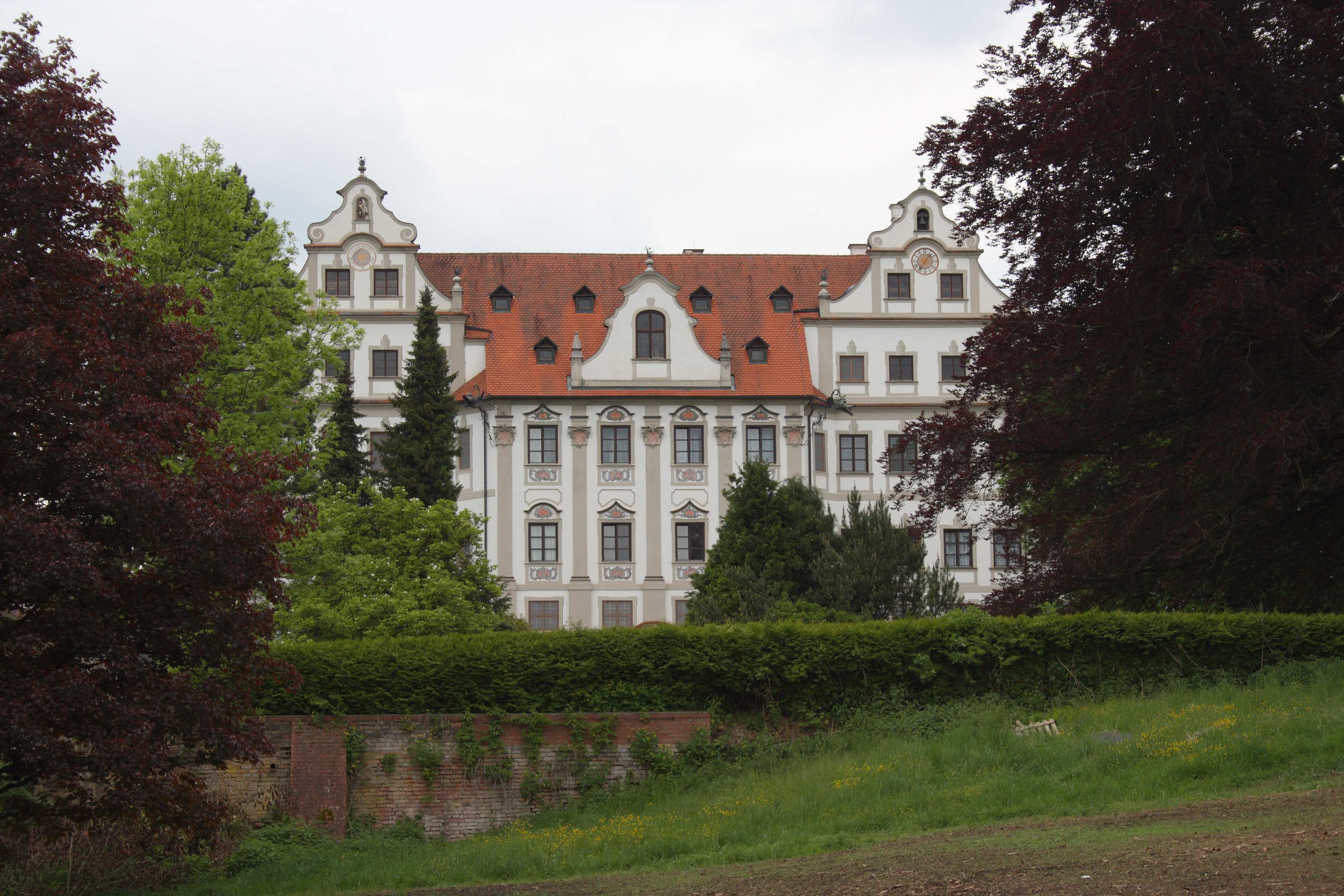
Schloss Harthausen

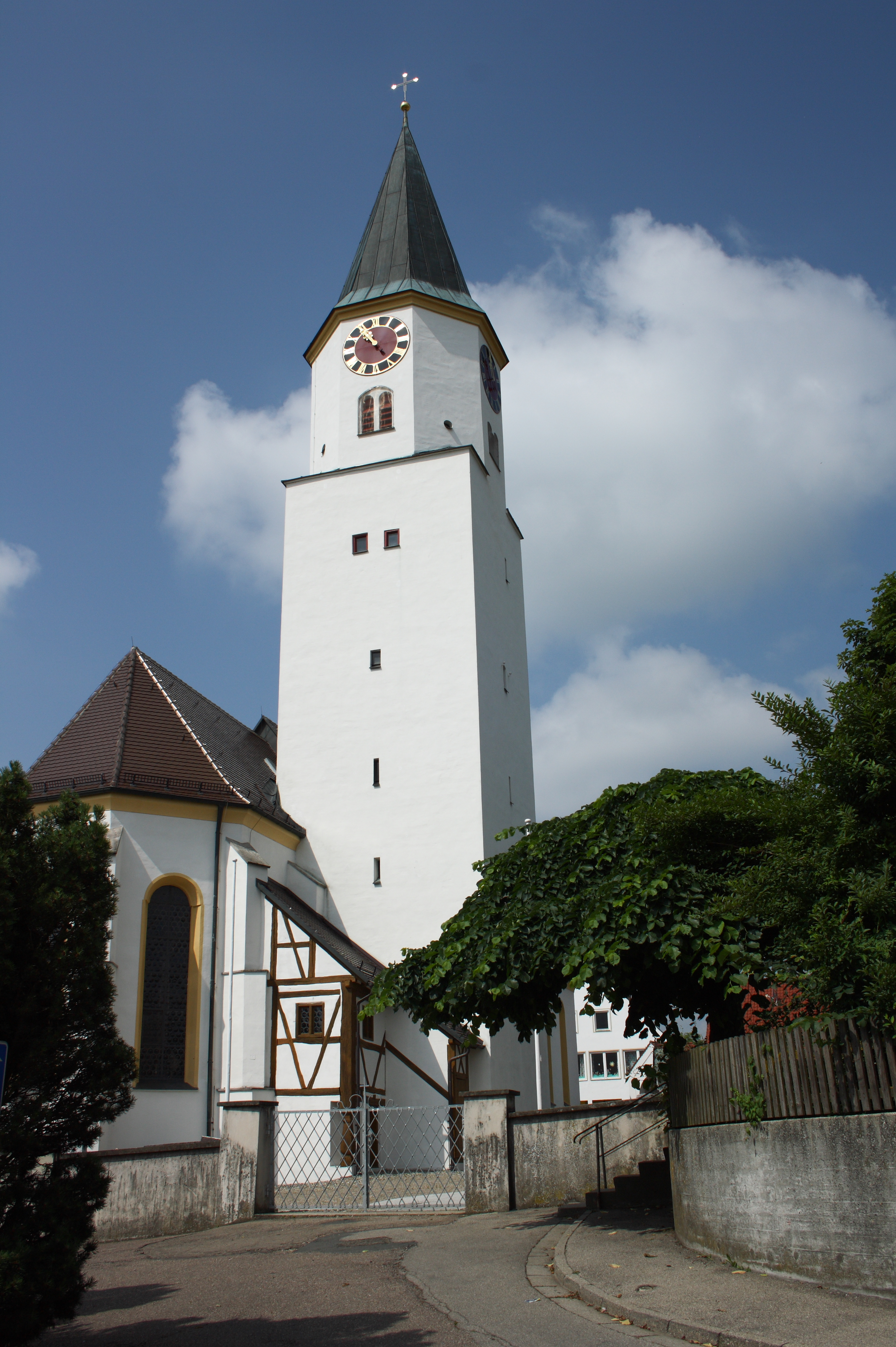
Katholische Pfarrkirche St. Ulrich

## Wappen
| Wappen von Rettenbach | Blasonierung: „Gespalten von Rot und Silber; vorne ein goldener Pfahl, hinten ein schwebender schwarzer Eselskopf.“ |
| Wappen von Rettenbach | Wappenführung seit 1968                                                                                             |

## Wirtschaft und Infrastruktur

### Wirtschaft einschließlich Land- und Forstwirtschaft
Es gab 2020 nach der amtlichen Statistik 382 sozialversicherungspflichtige Beschäftigte. Im produzierenden Gewerbe, im Bereich Handel und Verkehr keine sozialversicherungspflichtig Beschäftigte am Arbeitsort. In sonstigen Wirtschaftsbereichen gab es am Arbeitsort auch keine sozialversicherungspflichtig Beschäftigten. Sozialversicherungspflichtig Beschäftigte am Wohnort gab es insgesamt 764. Im verarbeitenden Gewerbe und im Bauhauptgewerbe gab es keines Betriebe. Zudem bestanden im Jahr 2020 9 landwirtschaftliche Betriebe mit einer landwirtschaftlich genutzten Fläche von 538 ha, davon waren 454 ha Ackerfläche und 84 ha Dauergrünfläche.
Größter Arbeitgeber in Rettenbach ist die Reflexa-Werke Albrecht GmbH mit 280 Mitarbeitern, die Sonnenschutzprodukte, Rollläden und Insektenschutzsysteme fertigt. In Rettenbach gibt es 18 weitere Gewerbetreibende.

### Bildung
Es gibt folgende Einrichtungen:
- Kindergarten St.-Raphael: 81 Kindergartenplätze mit 76 Kindern[7]
- Grundschule Rettenbach (geschlossen)

### Tourismus
Der auf der Gemarkung Remshart gelegene Silbersee, entstanden durch den Kiesabbau, ist ein beliebtes Naherholungsgebiet und im Winter Quartier für Zugvögel aus dem Norden.
Rettenbach liegt an der Via Julia, einer ehemaligen römischen Heerstraße, die von Günzburg über Augsburg nach Salzburg führt.

## Söhne und Töchter der Gemeinde
Alois Egenberger (1845–1931), Bildschnitzer, Werke in Rettenbach: Acht Leuchter, Lourdes-Madonna, Bernadette